# Judith Obaya Arenas
Judith Obaya Arenas (Villaviciosa, 11 de abril de 1968) es una motociclista española. Fue la primera piloto en atravesar el Sáhara Occidental en moto en total autonomía, y la primera persona que atravesó el Sáhara Occidental en bicicleta fuera de carretera.

## Biografía
Realizó estudios de técnica especialista en Informática. El 15 de junio del 1989 juró como Agente de Policía y empezó a trabajar como Policía Local en Gijón hasta 2011. Entre 1990 y 1992 ocupó el puesto de Guardia de tráfico de la sección motorizada de la Policía Local de Gijón. En 2012, se trasladó al cuerpo de Oviedo donde sigue en activo. Posteriormente, Obaya completó su trayectoria con cursos de soporte vital básico y DESA, primeros auxilios, conducción segura y conducción off-road. Su primera moto, una Vespino azul, fue un regalo de su padre. Madre de dos hijos, decidió tras su divorcio comenzar sus expediciones. En octubre del 2015, fundó la empresa Motorcycle Experiences donde organiza recorridos de motoaventura por Asturias, Norte de África, península ibérica así como viajes a la carta, junto a José Manuel Barrós. Es colaboradora de la Comisión Femenina de Motociclismo y de la Organización Internacional para la Defensa de los Motociclistas (IMU).

## Expediciones
Obaya lleva desde 2010 enfrentándose a aventuras tanto en moto, como en bicicleta o incluso corriendo. En ese año comenzó un viaje en moto por España y Portugal, y también recorrió Italia. En 2011, condujo por el noroeste francés y los Alpes. En 2012 volvió a subirse a su moto haciendo un recorrido por España y Francia. Del 2013 al 2016 ha sido piloto de pruebas del equipo Motosx1000 para el programa de televisión Garage TV. En 2014 emprendió rumbo a Francia y a Marruecos y en ese mismo año también se planteó un desafío de resistencia de 40 horas en moto. En 2015, participó en el Trip&Track de Lérida y organizó Le Petit Dakar por el Sáhara. En 2016, formó parte de la organización y fue guía en Le Petit Dakar por el sur de Marruecos y el Sáhara. Sus expediciones más relevantes fueron: los 20 mares de Europa y parte de Asia (2013), atravesar el Sáhara Occidental en moto (2016), subir al Mulhacén corriendo, 17 puertos asturianos corriendo y de nuevo vuelve al Sáhara para correr.

### 2013. Primer gran viaje: los 20 mares
Durante el verano de 2013, Obaya recorrió 27.000 kilómetros bordeando los 20 mares europeos durante 50 días a lomos de su moto "Tola". Conduciendo entre 12 y 14 horas al día, comenzó en el Mar Cantábrico dirección del Mar de Irlanda, Escocia. Continuó hacia el Mar de Alborán y el Mar Menor, dentro de la zona mediterránea de España. Después se dirigió a Italia y Grecia para visitar el Mar Liguria, Tirreno, Jónico, Adriático y el Egeo. El Mar de Mármara (Turquía), el Mar Negro (Georgia), Mar Azov, Mar Báltico y el Mar Blanco (Rusia). Cabo Norte, Mar de Barents, Islas Lofoten (Noruega). Mar Norte (Suecia). Pasó por Dinamarca y Alemania. Mar de Frisia (Holanda). Después pasó por Bélgica, Francia, cruzando el canal de la Mancha hasta Reino Unido. Mar Celta (Escocia) y el mar de Irlanda. Antes de terminar su viaje hizo una última parada en el lago Ness.
En su aventura visitó también lugares emblemáticos como el Monte Elbrús (el más elevado de Europa), el pozo artificial más profundo o Cabo Norte (el punto más septentrional de Europa).

### 2016. Travesía por el Sahara Occidental en total autonomía
En 2016, emprendió la travesía en motocicleta por el Sáhara Occidental en total autonomía, una ruta de 3.200 kilómetros de circulación offroad por el desierto y que culminó en 10 días. Esta ruta no había sido nunca antes hecha por una mujer y Obaya la realizó sin asistencia, ayudada por algunos patrocinadores que facilitaron la equipación pero con muy pocos recursos, abasteciéndose por ella misma.

### 2016. Desafío "Cumplir una promesa"
Tras sufrir un accidente de moto, decidió plantearse un desafío con vistas a su recuperación y recorrer junto al atleta invidente Juan Llames 17 puertos del Principado de Asturias. Obaya corrió junto a Llames unidos por una cuerda de 20 centímetros a modo de guía. Recorrieron los trece puertos fronterizos con las comunidades limítrofes: Pontón, Tarna, San Isidro, Piedrafita, Pajares, Cubilla, Ventana, La Mesa, Somiedo, Leitariegos, Cerredo, Cienfuegos y Acebo. Junto a los cuatro más representativos para los moteros del Principado: el Fito, L’Angliru, Lagos de Covadonga y Casielles.

### 2017. Ascensión corriendo al Mulhacén contra la violencia hacia las mujeres
En enero del 2017, para llamar la atención sobre la violencia hacia las mujeres, Obaya se marca como objetivo subir corriendo y sin descanso el monte Mulhacén (Sierra Nevada), cuya cima alcanza los 3842 metros. Guiándose con un GPS y en comunicación con José Manuel Barrós a través de emisoras portátiles, tuvo que interrumpir su ascensión desde la Hoya del Portillo (Capileira) debido a las malas condiciones meteorológicas.

### 2017. Con2Ruedas: travesía del Sáhara en bicicleta
En febrero del 2017, como firmante del Pacto Social contra la Violencia sobre las Mujeres, una iniciativa puesta en marcha por el gobierno del Principado de Asturias, Obaya decidió emprender la travesía del Sáhara Occidental en bicicleta con el lema "No más violencia hacia las mujeres". Este reto, bautizado "Con2Ruedas", consistió en recorrer 1.768 kilómetros, a una media de 98,2 kilómetros al día en 18 etapas, por el desierto. Salió el 20 de febrero desde la localidad de Assa (Marruecos) seguida por José Manuel Barrós en un vehículo de asistencia, y concluyó la travesía el 9 de marzo en Lemheirís (Marruecos). El proyecto contaba con el apoyo del Principado de Asturias, del Instituto Asturiano de la Mujer y de varios ayuntamientos de la provincia de Granada.